# 蒂曼法亚国家公园
蒂曼法亚国家公园（西班牙語：Parque Nacional de Timanfaya）是一个位于西班牙加那利群岛中兰萨罗特岛西南部的国家公园。大约公园的一半坐落在蒂纳霍市镇里，另一半在亚伊萨市镇里。公园的整个外貌都是火山熔岩和火山灰。
国家公园成立于1974年。公园面积为51.07平方公里。每年来此到访的游客大约有一百五十万人。

## 火山活动
有记录的最大火山爆发发生在1730年至1736年。之后在1824年又有过一次大爆发。时至今日，火山活动还在继续。在地表13米下的温度能达到100到1000摄氏度高。当把水注入地洞中，能间歇地喷出水汽。

## 图集

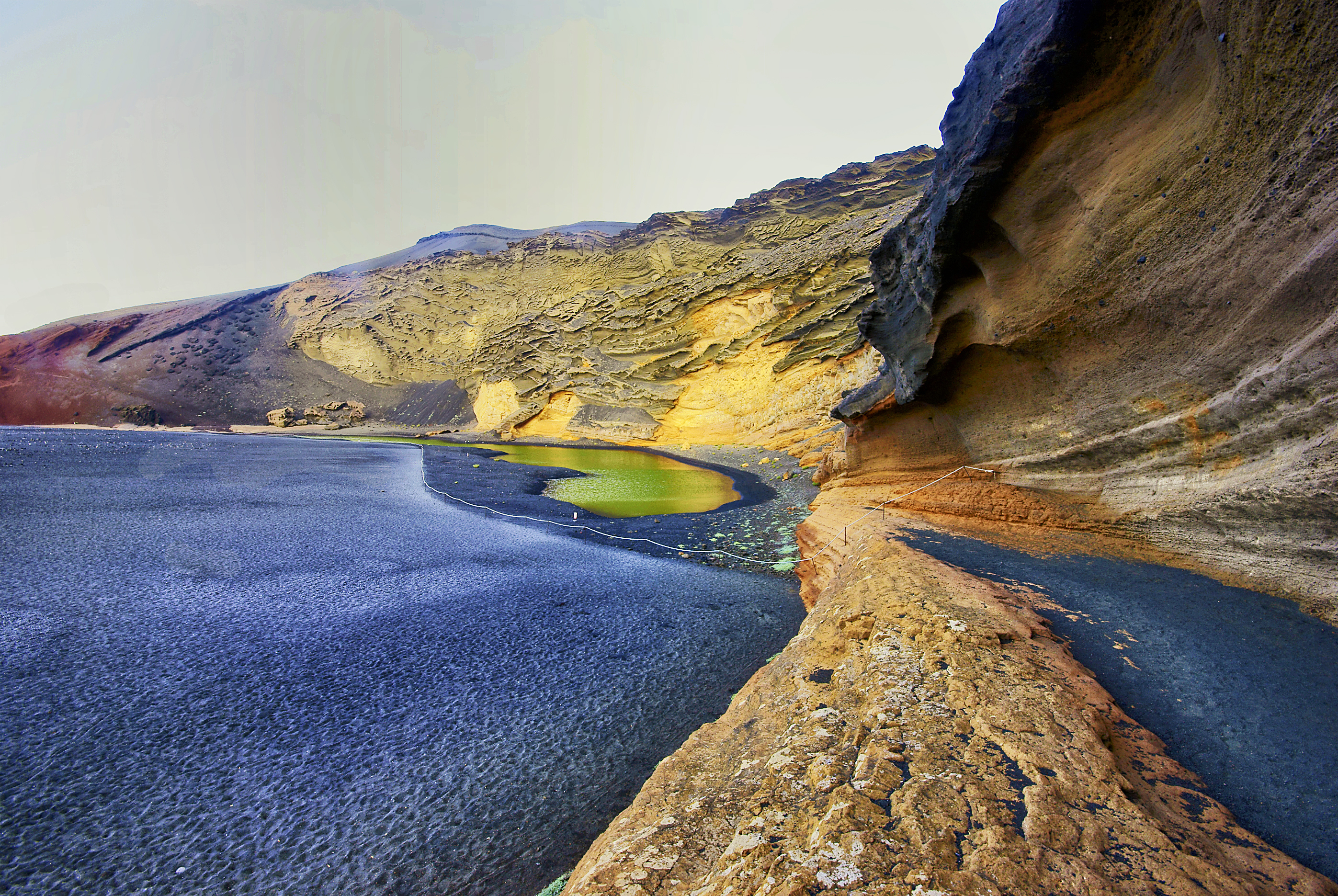
Charco de los Ciclos
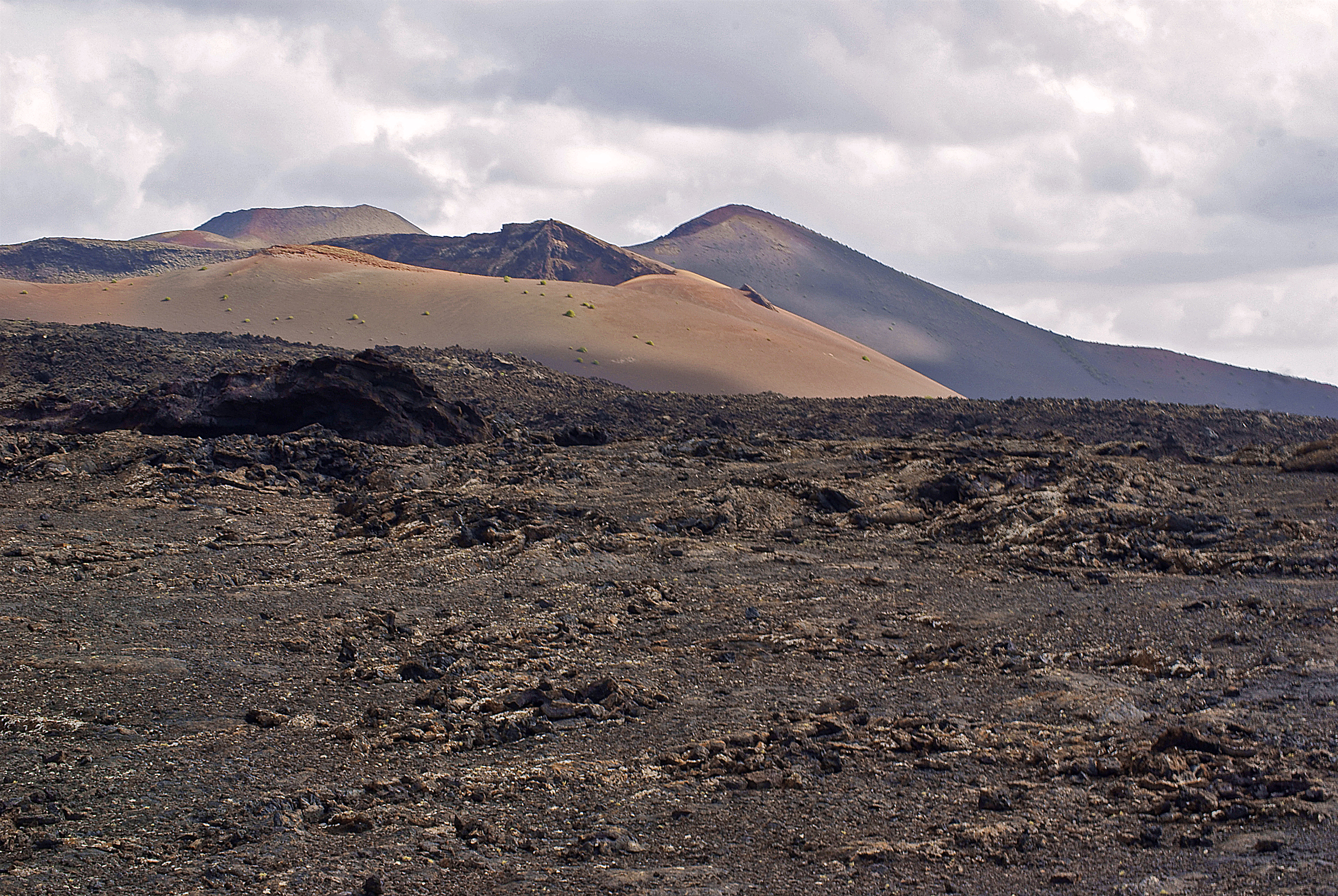
公园
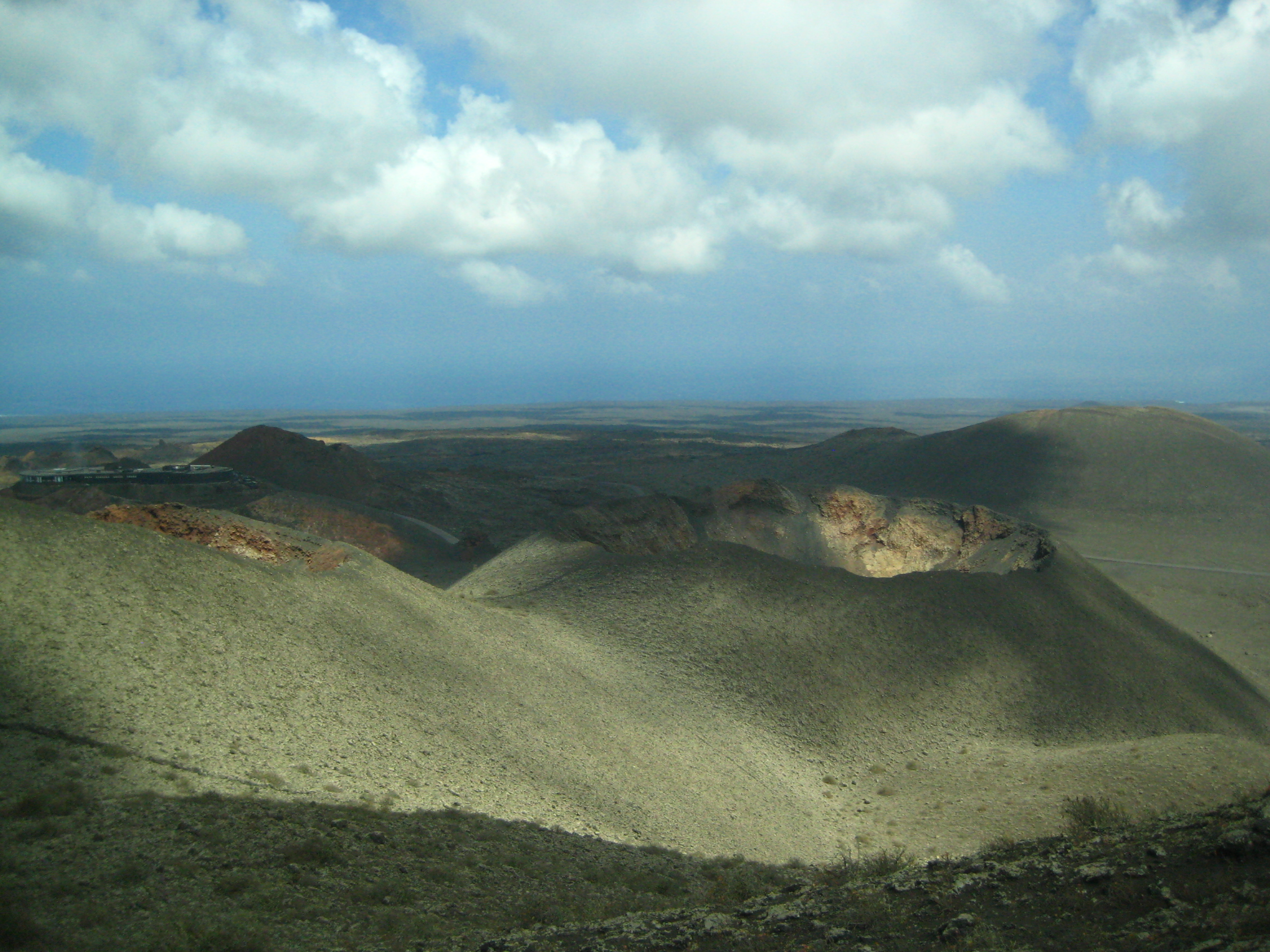
公园
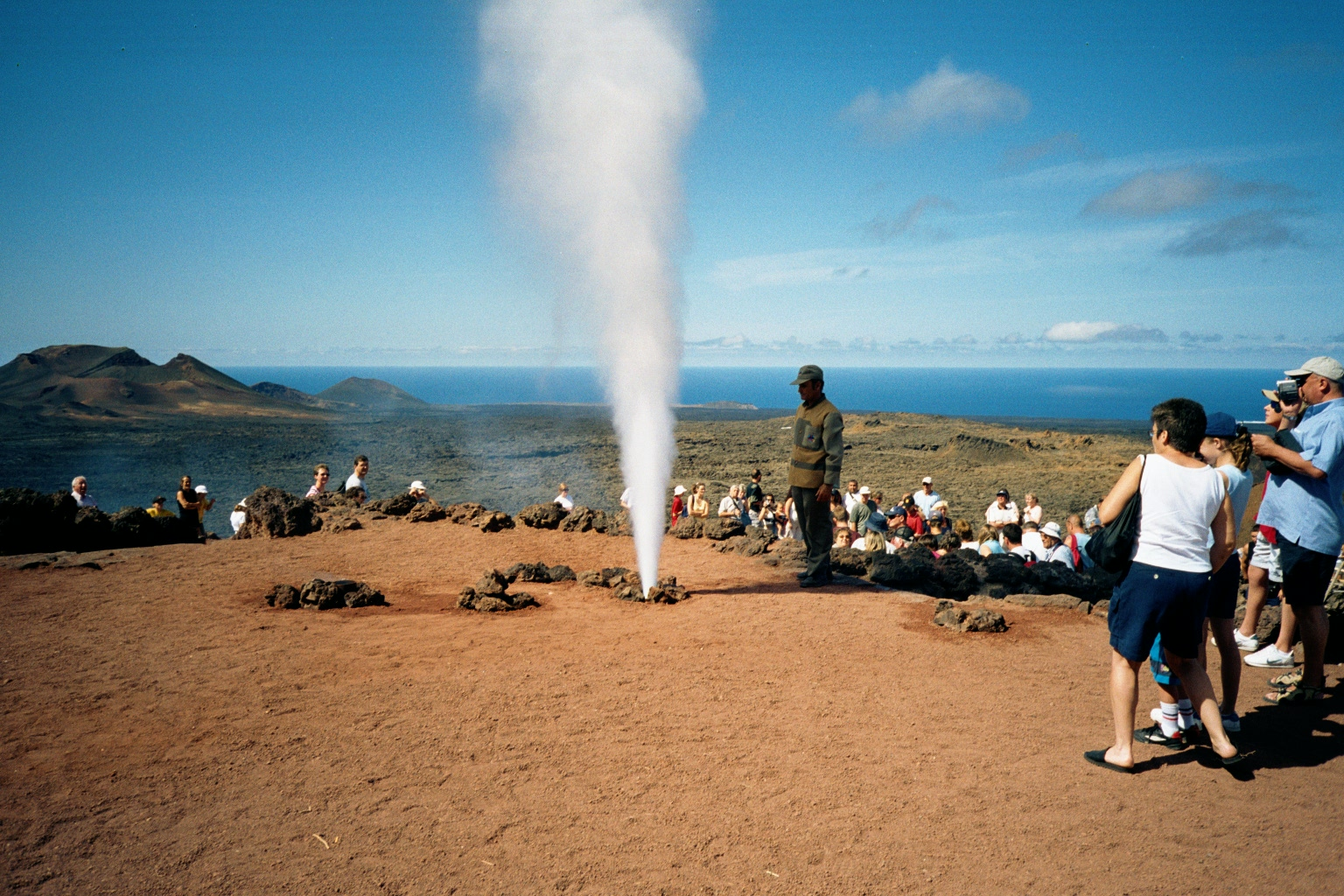
蒂曼法亚国家公园里注水后的蒸汽喷发